# Abdourahman Osman
Abdourahman Osman (n. Tadjoura, 7 de diciembre de 1993) es un nadador de estilo libre yibutiano.

## Biografía
Hizo su primera aparición en los Juegos Olímpicos de Londres 2012, nadando en la prueba de 50 m libre. Nadó en la segunda serie, y quedó primero de la misma con un tiempo de 27.25, insuficiente para pasar a las semifinales al quedar en la posición 49 en el sumario total.